# Pécorade
Pécorade település Franciaországban, Landes megyében. Lakosainak száma 135 fő (2022. január 1.). Pécorade Bahus-Soubiran, Castelnau-Tursan, Geaune és Sorbets községekkel határos.

## Népesség
A település népességének változása:
| Lakosok száma | 147  | 123  | 132  | 154  | 147  | 143  | 140  | 139  | 138  | 135  |
|               | 1968 | 1982 | 1990 | 2006 | 2013 | 2015 | 2017 | 2019 | 2020 | 2022 |